# برج‌های شمیران
برج‌های شمیران یکی از مجتمع‌های مسکونی معروف شهر تهران است که پیش از انقلاب اسلامی ساخته شد. برج‌های شمیران در تقاطع بلوار نلسون ماندلا و بزرگراه شهید مدرس قرار دارد. 
این مجتمع شامل دو بلوک ۱۸ طبقه (به ارتفاع ۶۷.۷۱ متر) و ۲۰ طبقه (به ارتفاع ۷۵.۲۳ متر) می‌باشد.